# Bainbridge Wadleigh
Bainbridge Wadleigh (Bradford, 1831. január 4. – Boston, 1891. január 24.) az Amerikai Egyesült Államok szenátora (New Hampshire, 1873–1879).